# El gran Ziegfeld
El gran Ziegfeld (The Great Ziegfeld) es una película musical de 1936 producida por Metro-Goldwyn-Mayer y dirigida por Robert Z. Leonard. Se trata de una biografía ficticia de Florenz Ziegfeld desde sus inicios hasta su muerte. El filme incluye una música original de Walter Donaldson y Irving Berlin.

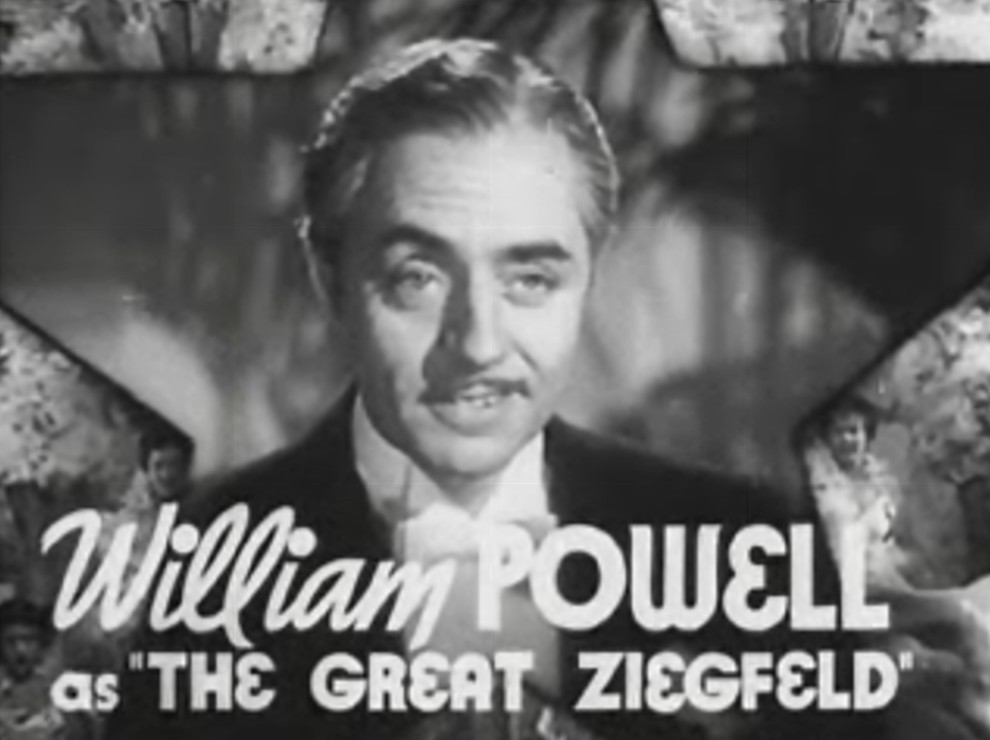
William Powell como Flo Ziegfeld.

La película está protagonizada por William Powell, Myrna Loy, Luise Rainer, Nat Pendleton, Frank Morgan y Virginia Bruce. También aparecen Fanny Brice y Ray Bolger con sus nombres reales.
Se trata de uno de los mayores éxitos cinematográficos de la década de 1930 y el orgullo de MGM en ese momento, fue aclamada como la mayor biografía musical realizada en Hollywood y aún sigue siendo un estándar en la realización de películas musicales. Ganó tres Premios Oscar, incluyendo Mejor Película para el productor Hunt Stromberg , Mejor Actriz para Luise Rainer y Mejor Dirección de Baile para Seymour Felix , y fue nominada para otros cuatro.
Posteriormente, MGM hizo dos películas más de Ziegfeld : una titulada Ziegfeld Girl (1941), protagonizada por James Stewart , Judy Garland , Hedy Lamarr y Lana Turner , que recicló algunas imágenes de The Great Ziegfeld , y en 1946, Ziegfeld Follies de Vicent Minnelli.

## Argumento
Florence Ziegfeld es un empresario teatral que empieza su carrera realizando pequeños montajes en Chicago y termina siendo uno de los principales magnates de la industria del espectáculo. En su camino hacia el éxito implanta el vodevil en Estados Unidos, gana y pierde grandes cantidades de dinero y se casa con dos mujeres de personalidades completamente opuestas: la glamorosa Anna Held, reina francesa de las variedades, y la dulce Billie Burke, que le acompañará en sus últimos años de vida.
A medio camino entre la biografía y el musical, la película no sólo se centra en la figura del mítico Florence Ziegfeld, sino que ofrece un recorrido por el nacimiento y la evolución del teatro de variedades en EE. UU.

## Reparto
- William Powell como Florenz Ziegfeld, Jr.
- Myrna Loy como Billie Burke.
- Luise Rainer como Anna Held.
- Frank Morgan como Jack Billings.
- Fanny Brice como ella misma.
- Virginia Bruce como Audrey Dane.
- Ray Bolger como él mismo.
- Nat Pendleton como Eugen Sandow.
- Buddy Doyle como Eddie Cantor.
- También aparece la futura primera dama Pat Nixon (como una de las chicas de Ziegfeld).

## Producción

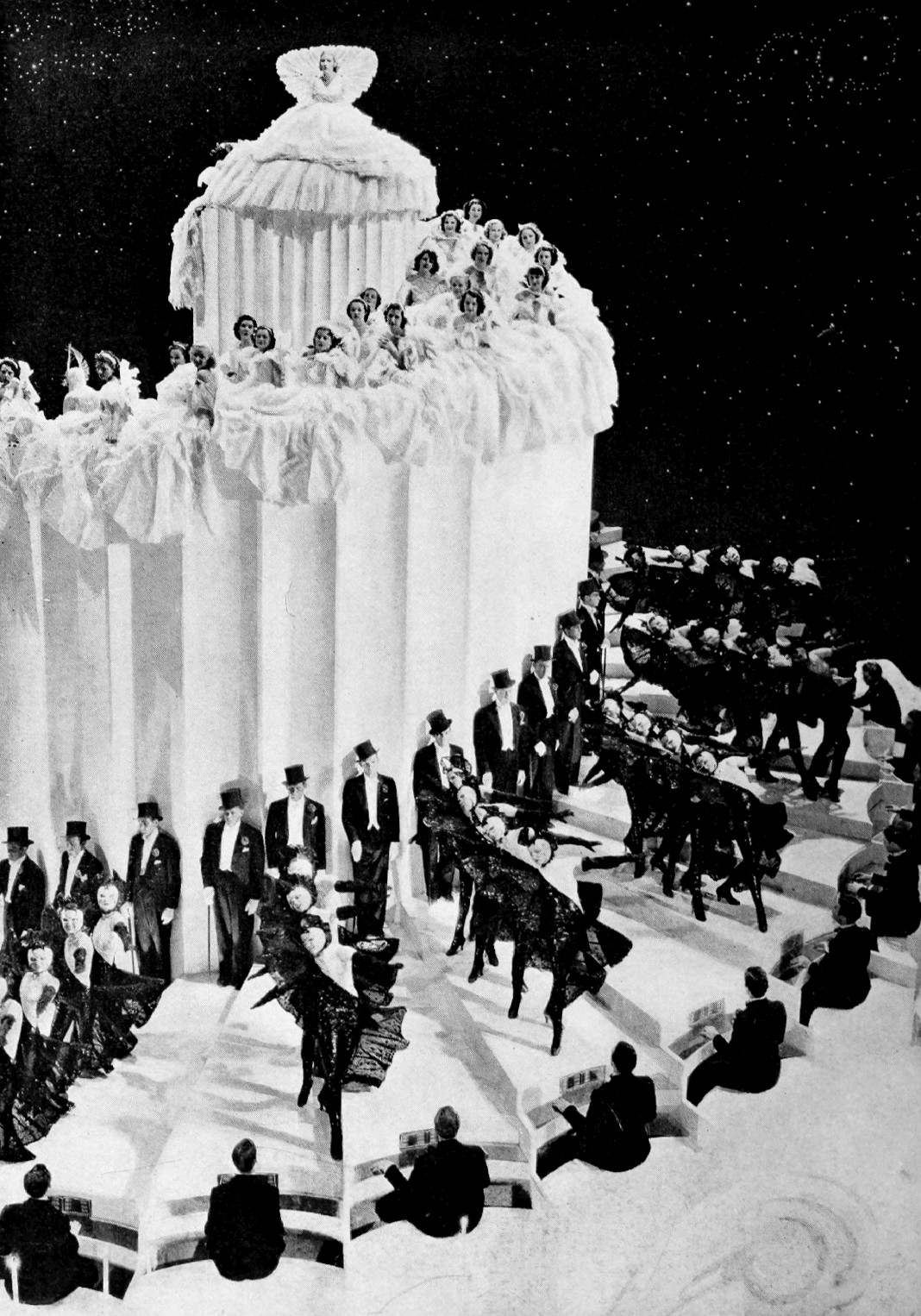
La extravagante secuencia del "Pastel de bodas" presentaba una imponente voluta giratoria de 70 pies de diámetro con 175 escalones en espiral y un peso de 100 toneladas. Este número, " A Pretty Girl is Like a Melody ", ganó el Premio de la Academia a la Mejor Dirección de Danza en 1936.

La viuda de Ziegfeld, Billie Burke, estaba dispuesta a pagar las deudas de Ziegfeld sin declararse en quiebra, y vendió los derechos de una película biográfica de él a Universal Pictures a fines de 1933. Como resultado, la película entró en la fase de preproducción en enero de 1934.
La película fue filmada en MGM Studios en Culver City, California, principalmente en la segunda mitad de 1935 con un presupuesto de US $ 1,500,000 (US $ 27,972,087 en dólares de 2019 ), producida por Hunt Stromberg. 

### Guion
El guion de William Anthony McGuire fue una "novedad" para muchos públicos que estaban familiarizados con los espectáculos teatrales de Broadway sobre las locuras. El guion, aunque ficticio con adornos necesarios para la película, mostró algunas precisiones en la vida de Ziegfeld.

### Casting
Inicialmente, el elenco principal propuesto para la película incluía a Marilyn Miller, Gilda Gray, Ann Pennington y Leon Errol. En la película aparecen William Powell como Ziegfeld, Myrna Loy como Billie Burke, Luise Rainer como Anna Held, Nat Pendleton como Eugen Sandow y Frank Morgan. Powell admitió estar "asombrado" con la película después de verla y estaba muy agradecido de haber tenido el privilegio de retratar a Ziegfeld, considerando que fue un momento muy importante en su carrera.

### Vestuario
Los trajes extravagantes, que incluso Ziegfeld inicialmente consideró demasiado extravagantes, fueron diseñados por Adrian, que había trabajado con muchas de las mejores actrices de la época, incluidas Greta Garbo, Norma Shearer, Jeanette MacDonald, Jean Harlow, Katharine Hepburn y Joan Crawford.

## Recepción

### Crítica
La película recibió críticas mayormente positivas. William Anthony McGuire, quien escribió la historia y la pantalla en la que se basa la imagen, ha usado su ingenio más agudo y ha puesto sus mejores esfuerzos en esta sección de la película. Trabajó con Ziegfeld durante muchos años, escribiendo libros para los espectáculos del showman, y le ha dado al personaje y la historia una validez que un autor que no está familiarizado con el tema y la escena no podría haber alcanzado, dijo Kate Cameron en Daily News.
Aunque la película todavía se ve como un símbolo de glamour y exceso durante la Edad de Oro de Hollywood, hoy la película tiene una recepción más mixta, y muchos críticos creen que la película se basa en su extravagancia (ahora anticuada) y es demasiado larga.
Rotten Tomatoes informa un índice de aprobación del 64% basado en 28 revisiones, con un promedio ponderado de 6.31 / 10. El consenso del sitio dice: "Esta película biográfica es indudablemente elegante, pero pierde puntos por una longitud excesiva, una dependencia excesiva de clichés e inexactitudes históricas".

### Taquilla
De acuerdo con los registros de MGM, la película ganó unos enormes $ 3,089,000 en los Estados Unidos y Canadá y $ 1,584,000 en otros lugares, lo que resultó en una ganancia de $ 822,000. 
Fue la quinta película más popular en la taquilla británica en 1935-36.

## Premios
Las siete nominaciones a los Premios Oscar se anunciaron el 7 de febrero de 1937 y el 4 de marzo de 1937, El gran Ziegfeld ganó tres Premios Oscar en la novena edición de los Premios de la Academia en 1936:

### Óscar 1936
| Categoría                                  | Persona                                       | Resultado  |
| ------------------------------------------ | --------------------------------------------- | ---------- |
| Producción sobresaliente                   |                                               | Ganadora   |
| Mejor dirección                            | Robert Z. Leonard                             | Candidato  |
| Mejor actriz                               | Luise Rainer                                  | Ganadora   |
| Mejor montaje                              | William S. Gray                               | Candidato  |
| Mejor dirección de arte                    | Cedric Gibbons, Eddie Imazu y Edwin B. Willis | Candidatos |
| Mejor argumento\|\|William Anthony McGuire | Candidato                                     |            |
| Mejor coreografía                          | Seymour Felix                                 | Ganador    |

Aunque no fue nominado a un Premio de la Academia por su actuación, Powell sí recibió el premio del Screen Actor's Guild al Mejor Actor en un empate con C. Aubrey Smith, quien estaba en Little Lord Fauntleroy. Además, el premio a la mejor actriz del gremio fue para Luise Rainer.